# Alter Krahnen (Andernach)

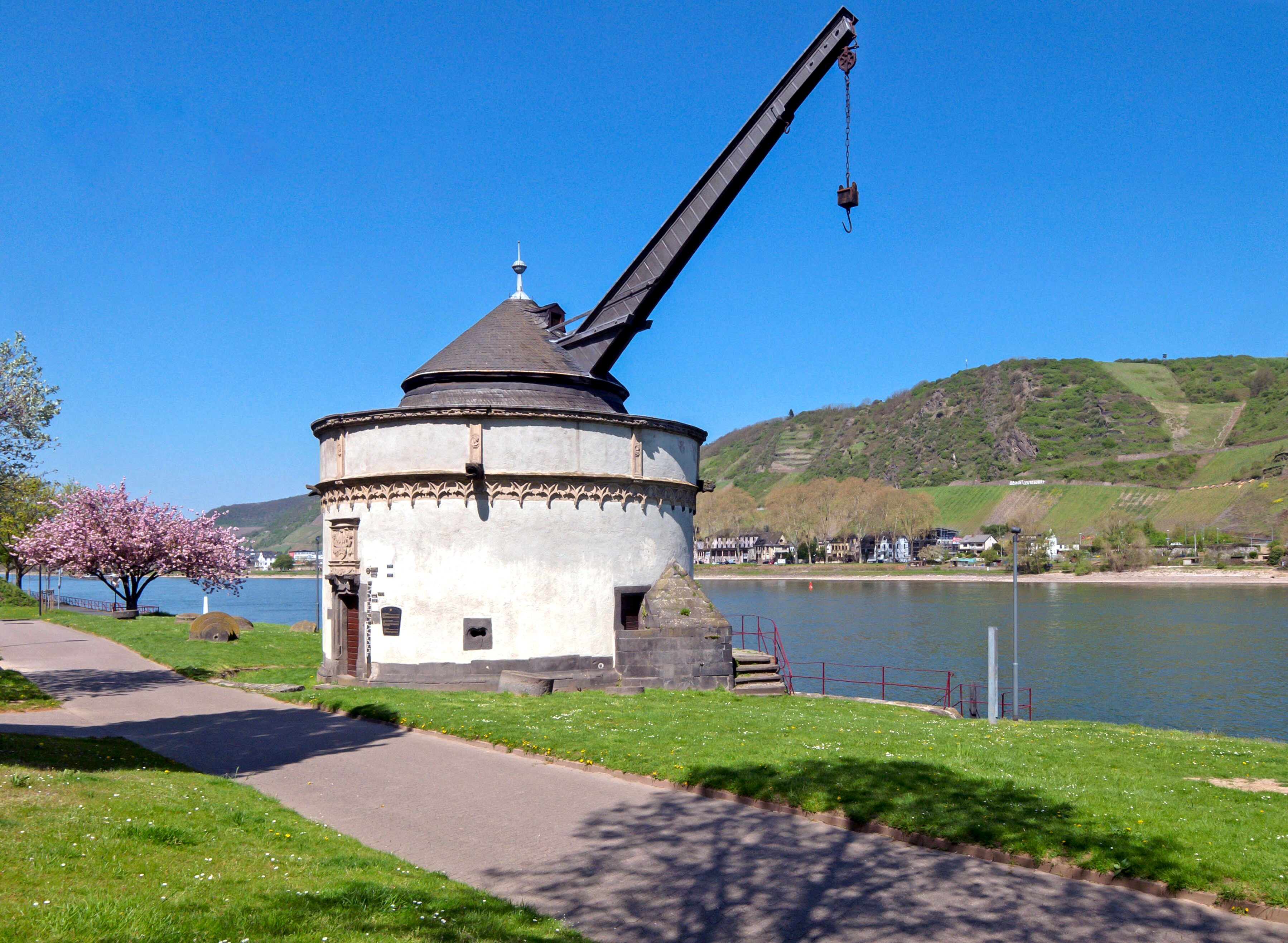
Der Alte Krahnen in Andernach mit Basalteisbrecher

Der Alte Krahnen, zuweilen auch der Alte Krahn (alte Schreibweise mit ‚h‘) von Andernach ist ein alter Hafenkran aus dem 16. Jahrhundert. Der Steinbau steht am heutigen Ortsende Richtung Bonn unmittelbar am befestigten Rheinufer. Er gehört zu den bekanntesten Sehenswürdigkeiten der Stadt und ist eins der wenigen erhaltenen Industriedenkmäler der Renaissance.

## Geschichte

### Vorgänger
Andernach besaß bereits einen um 1400 erbauten Schwimmkran (Kranschiff, Ersterwähnung 1405/06) – einen quadratischen hölzernen Tretkran auf rechteckigem, weiter stadtwärts nahe der Trierer Pforte (Nordende der heutigen Kirchstraße in der Rheinmauer) am Ufer vertäutem pontonartigen Schiff. Er konnte im Hafen versetzt werden, war aber reparaturanfällig. Außerdem erwies er sich im Wasser bei schweren Lasten oft als nicht hinreichend stabil.
1545/46 wurde ein neues Kranschiff gebaut, das bereits 1549 wegen eines fehlerhaften Standbaums zur Reparatur einen Kranbaumeister aus Köln benötigte, anschließend konnte der Schwimmkran bis 1552 wieder effektiv arbeiten. Bei größeren Schäden musste er aber nach Köln transportiert werden.
Schon zu dieser Zeit reifte der Gedanke an einen Hauskran.

### Vorbereitung
Mit Dekret vom 15. August 1554 des Erzbischofs zu Köln Adolf III. von Schaumburg erhielt der Rat der „Haupt- und Direktorialstadt des Oberen Erzstiftes zu Köln“ Andernach allein wegen des Fundamentbaus im Rhein die notwendige Erlaubnis des Landesherren, „… zu sonderem Nutzen und Gedeihen“ den heute als Alter Krahnen benannten Hauskranen, wie er damals hieß, für 6.700 Gulden nach Plänen des Kölner Werkmeisters Clas Meußgin (Claas Muysgin) am Fuß des damaligen Geiersberges zu errichten.
Meußgin hatte auf Geheiß der Kölner Bürgermeister Hermann Sudermann (Juni 1553 – Juni 1554) und Goswin von Lommersheim (Januar 1554 – Januar 1555) Andernach bereits am 14. Mai 1554 besucht, um den Bauplatz zu besichtigen und die Pläne abzuliefern. Offizieller „Baumeister am Kran“ der Stadt und verantwortlich für Ablauf und Finanzierung war das Ratsmitglied Johann Pergener für die gesamte Bauzeit bis 1561 sowie Lamprecht von Merll für 1557/58.

### Bau
Bereits im November 1554 begannen die Bauarbeiten am neuen Hafenkran. Ende 1556 war das komplette „Werft“ als Fundament im Fluss fertig; der Schutzdamm wurde abgetragen, ein Teil der Holzmechanik wie die Treträder angefertigt. Während der Bauarbeiten am Kranhaus war eine Bauhütte bis Ende 1557 für die Handwerker errichtet worden. 1557 war das Steingebäude und die gesamte Holzkonstruktion fertiggestellt, die „Kransäule“ gesetzt, vom 16. August bis 20. November 1557 das Dach durch Meister Jacob Leyendecker gedeckt.
Vorrangiger Steinmetz- und Maurermeister war das Mitglied des Achters Hans Emel aus Andernach, der auch den Maßwerkfries und die Türgewände schuf und mit den Meistern Philip Huenermenger, Jacob Kastenholz und Hans von Kottenheim samt Gesellen und Handlangern („Opperleute“) das Kranhaus errichtete.
Meister Henrich von Koblenz war der führende Zimmermann, der nicht nur die Hölzer höchster Qualität („… aus Eyche, eyßhart, ganz glatt, ohne Äste“) in den Wäldern weit um Andernach bis ins Herzogtum Jülich hinein aussuchte, sondern auch mit Gehilfen nach Köln reiste, um dort bei den Kranbauern der vier stationären Tretkräne die notwendigen Kenntnisse zur Holzkonstruktion und Auslegerverkleidung zu erwerben.

### Betrieb
Ab Mitte 1558 war der Kran fertiggestellt, wurde jedoch erst 1561 in Betrieb genommen. Vermutlich mussten bis zur Inbetriebnahme noch Aufschütt- und Auffüllarbeiten ausgeführt werden (Auftrag des Stadtrates am 11. Januar 1560, „den Krahnen zu follen“).
Der beim Bau oder anschließend flussaufwärts zusätzlich angebaute Eisbrecher (Wasserbau) bewahrte den Kran unter anderem vor der Zerstörung durch das gewaltige Treibeis vom März 1784. 1587 musste ein neuer Kaiserbaum eingesetzt werden, was den Hafenkran allein wegen der Suche nach einem geeigneten Eichenstamm bis 1590 außer Betrieb setzte. Dabei wurde auch das ursprüngliche Glockendrehdach (s. u.) gegen ein Kegeldach ausgetauscht. 1600 erhielten die Treträder eine schließbare Metallstabsicherung gegen missbräuchliche Nutzung.
Der Kran stand bis um 1760 unter der Oberaufsicht des Stadtrats, bei dem das Personal angestellt war: Die Windenknechte oder -fahrer wurden als „Kranarbeiter“ geführt und sorgten für die mechanische Arbeit im Kran, sie bewegten die Treträder und den Ausleger. Wegen der hohen Abnutzung in den Antriebsrädern erhielten sie spezielles Laufschuhwerk. Die „Kranknechte“ hingegen waren für das Be- und Entladegeschäft an Land oder im Schiff verantwortlich; sie wurden stundenweise entlohnt. Die dafür sonst zuständigen Schröter fühlten sich durch diese Regelung benachteiligt, was zu Spannungen mit dem Rat führte.
Der „Kranschreiber“ führte die Kranlisten mit den Namen des Wareneigners, Warenart und -umfang, Transportziel, Schiff usw. sowie die Rechnungen über das fällige Krangeld für die Ladearbeit und die Warenakzise (hier meist Steinakzise). Alle Kranbediensteten gehörten der Zunft der „Aufläder“ (andernorts Kärrner) an. Die Verwaltung des Hauskrans oblag für zweihundert Jahre einem sehr angesehenen vereidigten Kranmeister, der im Sold des Stadtrats stand.
Wasserstands- und wetterbedingt konnten nicht jeden Tag Ladearbeiten durchgeführt werden, sodass man von 100 bis 150 Ladetagen im Jahr ausgehen kann. Besonders in der warmen Jahreszeit von Mai bis Oktober herrschte reger Ladebetrieb am Andernacher Hauskran, vor allem weil vergleichbar mit dem Mühlenzwang seit dem 27. Juli 1558 Kranzwang herrschte: Ladegeschäfte durften nur mit dem Kran durchgeführt werden. Jede Umgehung dieser Regel, etwa durch Be- und Entladen an anderer Stelle, wurde mit Strafe zuzüglich des fälligen Krangeldes nebst Warenakzise geahndet.
Etwa um 1650 nach Beendigung des Dreißigjährigen Kriegs wurde der Geiersberg oder Giersberg nach dem inzwischen hundert Jahre alten Krahnen an seinem Fuß, wie er seitdem geschrieben wurde, in Krahnenberg umbenannt. Nach 200 Jahren Stadtbetrieb wurde der Hafenkran ab 1761 verpachtet. Der Pächter war für die einwandfreie Funktion und Wartung des Gerätes verantwortlich und benötigte auch weiterhin einen Kranmeister zum Betrieb.
1879 erhielt der Kran einen Gleisanschluss, der nach seiner Stilllegung wieder entfernt wurde.
Der Andernacher Krahnen war unter etwa 80 Kränen an 32 Standorten an Deutschlands Binnengewässern die größte Verladevorrichtung und diente 350 Jahre lang bis ins Jahr 1911 der Verladung von Weinfässern von der Ahr und Mühl- und Tuffsteinen aus der Eifel.

### Zustand heute
Im Jahr 1909 wurde der Hafen stromaufwärts nach Osten verlegt und dort ein neuer Kran gebaut. Die Lage des Alten Krahnen abseits der Stadt, wo er keiner neuzeitlichen Veränderung im Wege stand, wird unter anderem für seinen heutigen Erhalt verantwortlich gemacht. Nach der Stilllegung 1911 erfuhr der Rheinkran eine umfassende Restaurierung durch den Handwerkermeister Lubens Mandt, der ihn damit vor dem weiteren Verfall bewahrte; Fotos vom Anfang des 20. Jahrhunderts und aus den 1930er Jahren zum Vergleich zeigen es. Seine Mechanik ist bis heute intakt, seine hölzerne Struktur aber infolge der langen Standzeit und der Hochwasserschäden nicht mehr belastbar. Um ihn hochwasserfrei zu halten, hätte man die Werft drei Meter und das Umfeld entsprechend höher bauen müssen. Der Kran hätte dann auf einer Anhöhe gestanden, was rein verladetechnisch sehr problematisch gewesen wäre.
Zur 2000-Jahr-Feier der Stadt 1988 wurde im Rahmen einer größeren Instandsetzung und Neuverputzung der durch die häufigen Hochwässer angefaulte Kaiserbaumfuß mit dem eisernen Drehstift ausgetauscht.
Am 9. September 2011 feierte die Stadt Andernach das 450-jährige Kranjubiläum mit einem Festakt und der Sonderausstellung 450 Jahre Alter Krahn, am 15. Dezember 2011 wurde das Begleitheft zur Ausstellung vorgestellt. Während des extremen Rheinniedrigwassers im November 2011 wurde die fünf Meter aus dem Ufergrund aufragende Kaimauer mit dem Kranrondell freigelegt. Dabei entdeckte man, dass etliche Basaltquader mit einer Masse von bis zu 400 Kilogramm im Laufe der Jahrhunderte von der Strömung des Rheins gelockert oder aus dem Mauerverband herausgelöst worden waren. Der niedrige Wasserstand konnte genutzt werden, die Steine wieder fachgerecht zu fixieren und mit Bleiplomben in der Ursprungslage strömungssicher zu befestigen.
Eine weitere umfassende Instandsetzung der hölzernen Innenstruktur und des Schnabels (Auslegers) fand von Juni bis September 2014 statt.

## Beschreibung

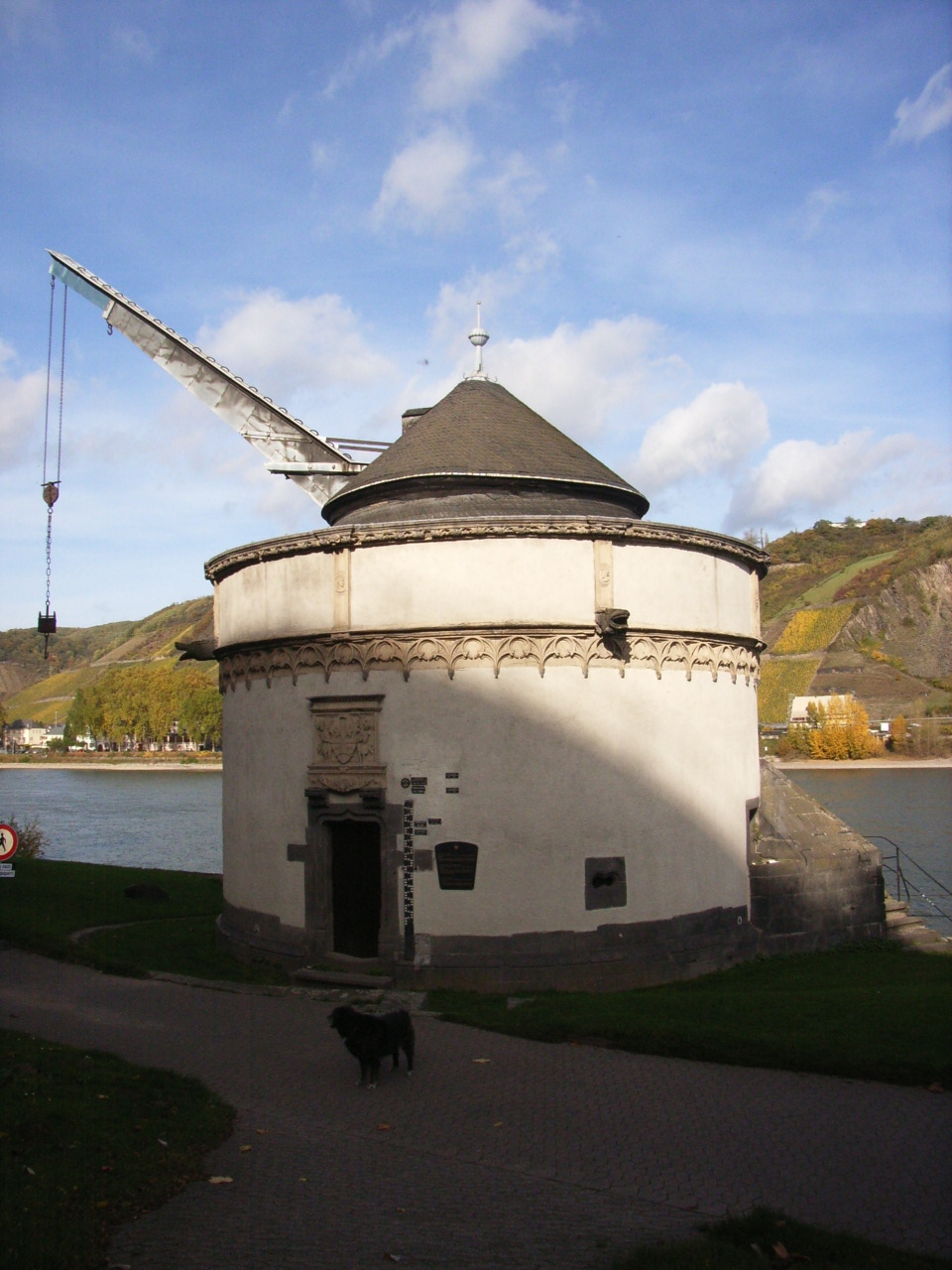
„Alter Krahnen“ mit Blick in Richtung Leutesdorf

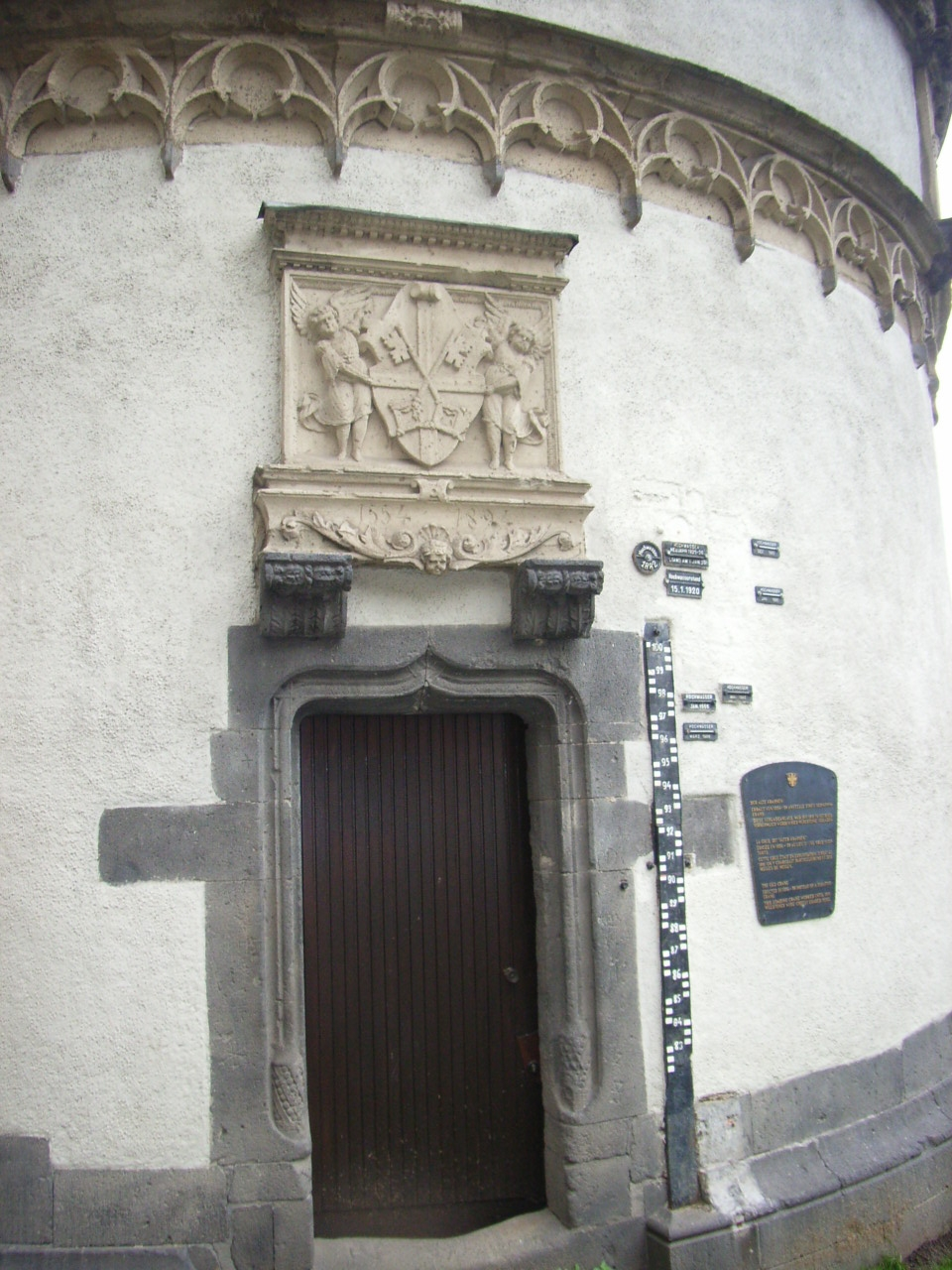
Landseitiger Eingang des „Alten Krahnen“, darüber das Stadtwappen aus Tuff

Der Architekt des Krans, der Kölner Werkmeister Claas (Clas, Clais) Meußgin, wählte den Bauplatz für den Kran bei Rheinkilometer 613,8 – von der Stadt aus rheinabwärts 350 Meter Luftlinie nordwestlich des Runden Turmes am damaligen Hafen gelegen – mit Bedacht. An dieser Stelle des Rheins konnten die Schiffe den Kran rheinabwärts leichter ansteuern. Der schwere Kran wurde auf einem besonders stabilen Fundament aus Eichenstämmen gesetzt, auf denen das etwa acht Meter hohe zylindrische Basaltfundament (sogenanntes Werft, Bastion, Rondell) errichtet wurde. Zur besseren Beladung der Schiffe ragte das Werft vom Ufer aus in voller Breite und Tiefe in den Fluss und übertraf das Kranhaus nur wenige Meter an Durchmesser – der „Krahnen“ stand gewissermaßen auf einer Miniaturlandzunge. Heute ragt die Bastion nur noch wenig in den Strom hinein, sie ist in die neuere Hafenbefestigung aus dem 19. Jahrhundert eingefügt. Der rheinseitige Umgang des Krans ist heute mit einem Geländer versehen.
Auf das Fundament wurde mithilfe eines Spill genannten galgenförmigen Baukrans das steinerne, 6,8 Meter hohe Kranhaus mit ein Meter dicken Mauern aufgebaut, das einen Außendurchmesser von 10,70 Meter (innen 8,70 Meter) hat und auf einem unten vorkragenden Sockelring aus vier Lagen Basaltsteinen ruht. In circa 5 Meter Höhe ziert ein umlaufender Dreipassbogenfries aus Tuff das Krangebäude, durchbrochen von vier Wasserspeiern aus Basalt, zwei Krokodilköpfen, landeinwärts blickend, zwei Löwenhäuptern, flusswärts schauend. Das Kranhaus weist als Besonderheit oberhalb des Frieses einen weiteren, den Dachrand und den unteren Teil des schiefergedeckten Kegeldaches überragenden, leicht vorkragender Mauerring auf, der Kranzgesims oder Brüstung von ca. 1,5 Meter Höhe trägt. Dadurch hat das Kegeldach keinen natürlichen Ablauf, sondern ist ähnlich einer Turmplattform vom Mauerwerk umgeben. Das Gesims ist mit einem ebenfalls vorkragenden, ca. 0,3 Meter hohen Blattwerkfries aus Tuffstein abgeschlossen und von acht Tuffpilastern (vier jeweils über den Wasserspeiern) geziert, mit einem Kopf im Profil in der Mitte, von kreisförmigem Rand umgeben.
Rheinaufwärts wurde zum Schutz vor Eisgang ein über die Fensterhöhe reichender, pyramidal abschließender Basalteisbrecher mit Fensteraussparung an das Kranhaus angefügt, dessen Quaderverbund mit Eisenklammern zusätzlich verstärkt wurde. Zugang ins Kranhaus gewähren eine rheinseitige und eine stadtseitige Tür, beide in der Achse liegend.
Die rheinseitige Tür ist rechteckig mit Eselsrückenstab als Rahmung, über beiden Türen sind die aus dem 16. Jahrhundert stammenden originalen Basaltlavakonsolen mit Akanthusblattdekor für das jeweilige Tuffrelief eingelassen. Das Relief der rheinseitigen Tür zeigt einen in Renaissancerahmung stehenden, bewegten Erzengel Michael, den Schutzpatron der Stadt, der das Stadtwappen hält, und den teils verwitterten Schriftzug „Anno 1556“, ein Hinweis auf das Fertigungsjahr durch Christoph Goldsmit, der auch die Pilaster, Wasserspeier und den Blattwerkfries schuf.
Die stadtseitige Tür weist eine Kielbogenrahmung aus Basaltlava mit Eselsrückenstab zwischen Hohlkehlen auf, der Sockel des Stabes mit wechselnd schräg gelegten Hohlkehlen und Perlstäben. Das landseitige Originaltuffrelief gleicher Ausführung vom selben Künstler ging um 1800 verloren und wurde 1894, 340 Jahre nach Baubeginn und circa 100 Jahre nach Verlust des landseitigen Wappensteins durch ein neues Relief ersetzt, das das Wappen von zwei kleinen Engelsfiguren gehalten zeigt und die Jahreszahlen „1554“ und „1894“ trägt.
Auf den gekehlten Sockelbasaltsteinen der dritten Ringlage und dem Eisbrecher finden sich zahlreiche Steinmetzhausmarken. Für die Aufrechterhaltung der Ladegeschäfte während der Wintermonate hatte der Architekt innen rechts neben der Stadteingangstür in die ein Meter dicke Wand des Kranhauses einen Kamin mit Feuerstelle setzen lassen, dessen obere Abzugsöffnung hinter dem Kranzgesims verborgen liegt.
Die kegelstumpfförmige untere Dachkonstruktion liegt auf dem Innenrand des oberen Mauerabschlusses hinter dem Kranzgesims auf und wird im Inneren des Kranhauses auf an der Steininnenwand angebrachten 14 senkrechten Holzbalken mit Verstärkungen getragen. Sie ist mit ca. 63° Steigung deutlich steiler als die kegelförmige drehbare Dachspitze mit ca. 43° (nach einer Darstellung Georg Hoefnagels von 1577 ursprünglich ein Glockendrehdach). Diese sitzt auf dem oberen Ende der Kransäule und wird vom Ausleger, dessen Stützstreben und weiteren Stützbalken von der Kransäule zum Drehdachrand getragen. Unterhalb des Auslegeranschlages läuft die Kransäule in einer reibungsarmen Manschette in der oberen Balkenkonstruktion des Steinbaus. Über dem Auslegerdurchlass ist eine Dachgaube ins Krandach eingelassen, aus der man das Heben und Senken der Last beobachten konnte. Von dort stieg auch der Seilschmierer zum Auslegerende, die Rolle zu fetten. Die Dachspitze ist mit einer bleiernen Turmkugel abgeschlossen, die früher bis ins 19. Jahrhundert eine Wetterfahne trug.
Der Steinturmdrehkran wurde von zwei in einer am Kranbaum angebrachten Halterung laufenden Eichenholztreträdern (mit 4,2 Metern Durchmesser und 1,2 Metern Breite) angetrieben, der Ausleger, von der oberen Hälfte der Kransäule durchs Drehdach verlaufend, ist aus zwei schweren Eichenbalken mit Stützstreben gefertigt und mit Bleiblech verkleidet. Der Krahnen hat eine 0,6 Meter starke Trommel zwischen den Laufrädern auf dem Wellbaum (Antriebsachse) mit Kette (ursprünglich Seil), einfachem Flaschenzug und Haken. Früher war die Flasche mit zusätzlichem Spezialgeschirr („Steinzange“ oder „Schere“) versehen. Dieses Gerät bestand aus zwei X-förmig miteinander beweglichen verbundenen Schenkeln, deren obere Enden mit je einer Kette am Haken eingeklinkt werden konnten. Die unteren Enden liefen entweder in scharfe Spitzen zum Heben von Steinblöcken aus („Steinschere“) oder hatten an den unteren gekröpften Schenkelenden zwei bolzenartige, rechtwinklig angeschweißte Ansätzen zur Aufnahme des Mühlsteinloches. Zeitweise wurden zwei gegeneinander bewegliche L-förmige „Haken“ an Ketten in Mühlsteinradiuslänge an einem umgekehrt U-förmigen Doppelhaken zur Aufnahme im Mühlsteinloch verwendet. Über weiteres Geschirr (Eisenstange mit Anschlagösen an den Enden) konnten auch mehrerer Steine gleichzeitig gehoben werden. Die berechnete Standardtragleistung liegt bei 1,35 Tonnen, höhere Lasten wurden nur nach Haftungsübernahme durch den jeweiligen Kaufmann (Wareneigentümer) vom Kranmeister genehmigt.
Die aus einem massiven Eichenholzstamm gefertigte 0,64 Meter starke und 10 Meter hohe Kransäule („Kaiserbaum“ oder „Standbaum“ genannt) läuft im abgesenkten Bodenmittelteil in einer zur Reduzierung der Reibung mit einer eisernen Fettbüchse belegten Vertiefung auf einem Peddel, der unteren eisernen kegelförmigen Drehspitze. Sie ist an einen 1,10 Meter langen Vierkantstift aus circa 90 Kilogramm Eisen mit zwei Flacheisen als Arme ähnlich einem Dreizack geschweißt, die der Aufnahme des hölzernen Kaiserbaumendes mit dem Vierkanteisen in einer entsprechenden Bohrung und den Arme außen am Baum diente. Mithilfe zweier langer Hebel – Enden eines durchgehenden, unterhalb der Laufräder mit dem Kaiserbaum fest verbundenen Balkens (Deichsel) – kann die Kransäule mitsamt dem Auslegerarm und dem Dachoberteil um 360° gedreht werden, während die Last mittels der beiden großen hölzernen Treträder, von je zwei bis vier Windenknechten (auch Tretknechte, Radläufer, Windenfahrer, Krantreter genannt) angetrieben, gehoben und gesenkt wird. Zur besseren Kraftübertragung beim Drehen des Krandachs und als Rutschsicherung sind im Boden des Krans entlang der Innenwand 46 herausragende Platten zum Abstützen der Krandreher eingelassen.
In seiner Anfangszeit diente der Kran bei Angriffen auf die Stadt auch als Miniaturbastion, worauf die vier Basaltmaulscharten hinweisen. Sie waren früher innen mit Metallkappen gesichert. Durch zwei basaltgerahmte Fenster, im rechten Winkel zu den beiden Türen angebracht, fällt zusätzlich das notwendige Licht. Neben dem Kran befanden sich über die Jahrhunderte hin Mühlsteinlager, die zeitweise mit beweglichen Holzdächern abgedeckt wurden. Seit dem ausgehenden 19. Jahrhundert sind mehrere Rheinpegellatten und Hochwassermarken an der Außenseite angebracht.
Steinkräne waren gegenüber den Holzkränen aus Kostengründen selten. Sie waren oft sehr individuell gestaltet, wie der Andernacher Alte Krahnen mit seinen Friesen und Wasserspeiern zeigt. So war der Koblenzer (von Johann von Pasqualini dem Jüngeren 1611 erbaut), Bopparder (1479–1499/Neubau 1502–1862), Lorcher und St. Goarer Kran (~1470 mit typischem Drehdach bis ca. 1655) achteckig, Letzterer als Neubau seit 1658 bis 1869, nach oben hin im Durchmesser erweitert, mit einem außen am Kranhaus angebrachten waagerechten überdachten Galgenausleger versehen (ähnlich dem Ausleger des Harwicher Tretkrans).
In den heutigen Niederlanden und Belgien waren Kräne nach Bauart des Brügger Krans verbreitet, bei dem der gesamte Holzkran ohne Haus (teils mit Abdachung) sich mit Kaiserbaum und Treträdern auf einem Bock drehte (Mechelen, Antwerpen, Haarlem, Arnhem). Kampen und Nijmegen hatten runde Steinkräne, Ersterer mit Maßwerkfries und Rundbogenfries.
Der Düsseldorfer Kran von 1598 am Stadtgraben nahe dem Einfluss in den Rhein war rund gebaut, hatte, ähnlich dem Andernacher Krahn, einen umlaufenden Maßwerkfries (Rundbogenfries) mit Kranzgesims, dazu ein barockes Glockendrehdach nebst Anbauten für den Kranmeister. Köln besaß um 1400 allein vier Holzkräne am Rheinufer bzw. auf Kranschiffen, davon einer der Uferkräne mit 20 Metern Höhe. Heute sind an deutschen Gewässern fünf Steinkräne erhalten, aber nur drei Holzkräne.

## Weitere Tretradkräne
In Trier steht ein ähnlich gebauter, mehr als hundert Jahre älterer Alter Krahnen, der seit 1778 einen Doppelausleger hat, dazu ein weiterer Tretkran von 1774 mit Doppelausleger namens Trierer Zollkran. In Würzburg gibt es den Alten Kranen mit Doppelhebewerk, bestehend aus zwei Auslegern mit Kette für zwei Lasten. In Marktbreit findet sich am Main der Alte Kranen oder Mainkran.
Holztretkräne finden sich in Lüneburg (Alter Kran an der Ilmenau), in Stade (Alter Salzkran (Nachbau)), im Hafen Rostock als Nachbau eines Hafenkranes aus Holz des 18. Jahrhunderts, in Saarbrücken (Saarkran (Nachbau)), in Bingen (Rheinkran) und Oestrich-Winkel (Oestricher Kran).
Zusammen mit den letzten beiden ist der Andernacher Alte Krahnen der letzte Tretkran am Rhein. Auch das berühmte Danziger Krantor gehört in die Kategorie der Tretkräne, das durch seine Höhe auch zum Einsetzen von Schiffsmasten geeignet war, wie der rechteckige Mastkran aus Stein, Holz und Tauwerk auf der dänischen Insel Holmen (Kopenhagen) (siehe Liste historischer Hafenkräne aus Mittelalter, Renaissance und Barock).

## Aufnahme in der Kunst
Besonders im ausgehenden 18. und beginnenden 19. Jahrhundert war der Alte Krahnen Gegenstand vieler Stiche und Zeichnungen. Einige zeigten das Gebäude naturgetreu, andere ließen ihn höher erscheinen, z. T. mit überstehendem Dach ohne das Kranzgesims. Ein schön kolorierter Stich Andernach – Ansicht von Nordwesten mit Hafen und Rundem Turm von Johann Andreas Ziegler nach einem Aquarell des Landschaftsmalers Laurenz Janscha aus dem Jahre 1792 zeigt den Krahnen (noch mit dem Originalwappen über der Tür) sehr detailliert beim Beladen eines Schiffes, ebenso der Stich Tower near Andernach (Turm nahe Andernach) von William Tombleson von 1834 oder die Farblithografie Vid Andernach (Bei Andernach) von Carl Johan Billmark aus dem Jahre 1836.
Auf Werken des späten 18. und frühen 19. Jahrhundert wird der Krahnen nicht speziell angesprochen, sondern mit Ansicht von Andernach, Hafen von oder Strand bei Andernach, Nahe Andernach am Rhein etc. auch Turm bei Andernach beschrieben.
Ein Stich von Johann Jakob Tanner (1807–1862), Der Krahn bey Andernach 1840 trägt wohl erstmals explizit den Krahn im Titel. Auch die Bezeichnung Rheinkrahnen fand Verwendung. Der Name „Alter Krahn(en)“ kam erst gegen Ende des 19. Jahrhunderts auf. Zur Zeit seiner Errichtung Mitte des 16. Jahrhunderts hieß er Hauskranen (z. T. mit „ß“) oder Kranen, oft noch ohne „h“ geschrieben, das kam im 17. Jahrhundert dauerhaft hinzu.

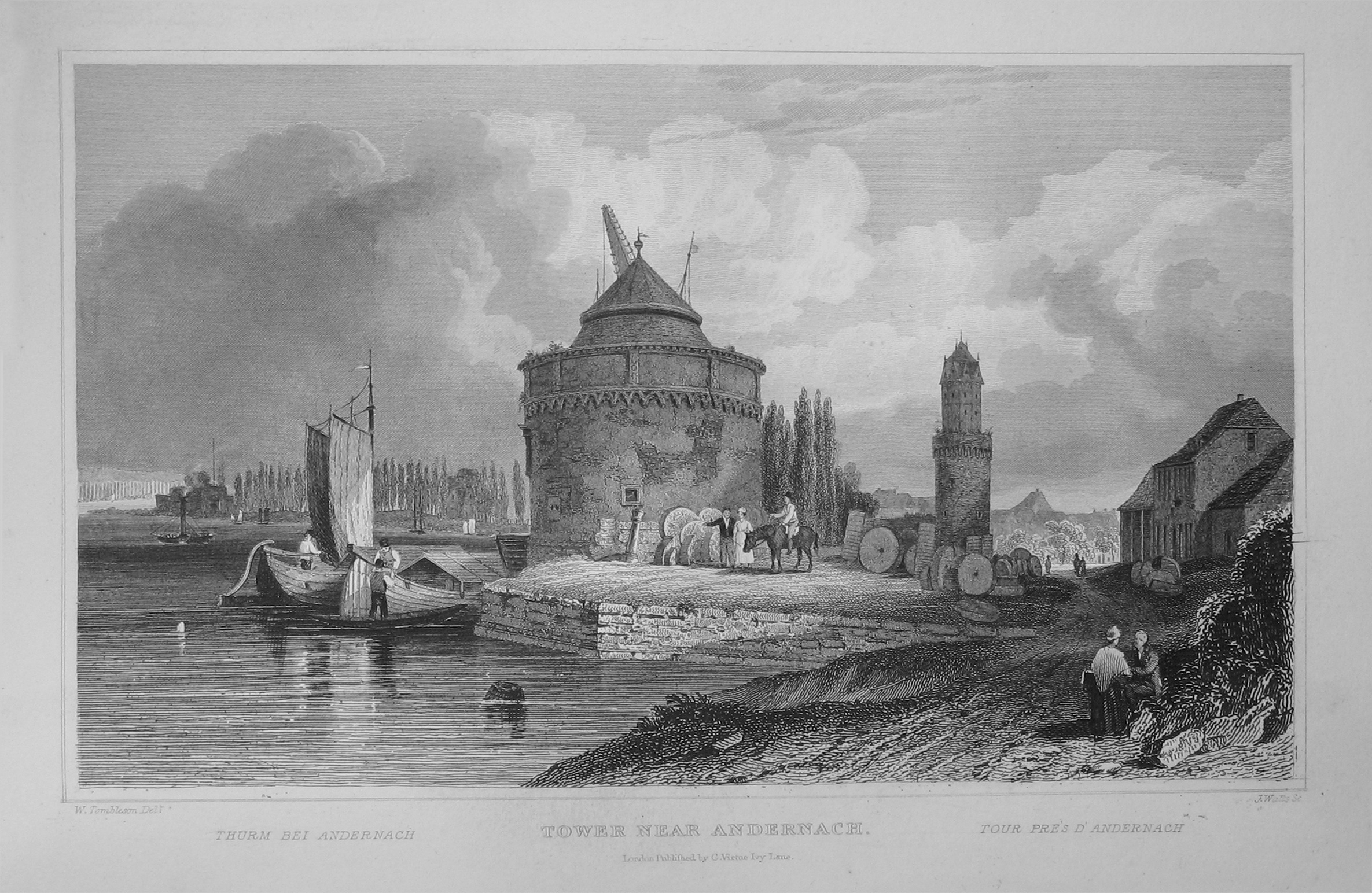
Der Andernacher Krahnen 1834 auf Flussbastion von Westen, Wm. Tombleson.
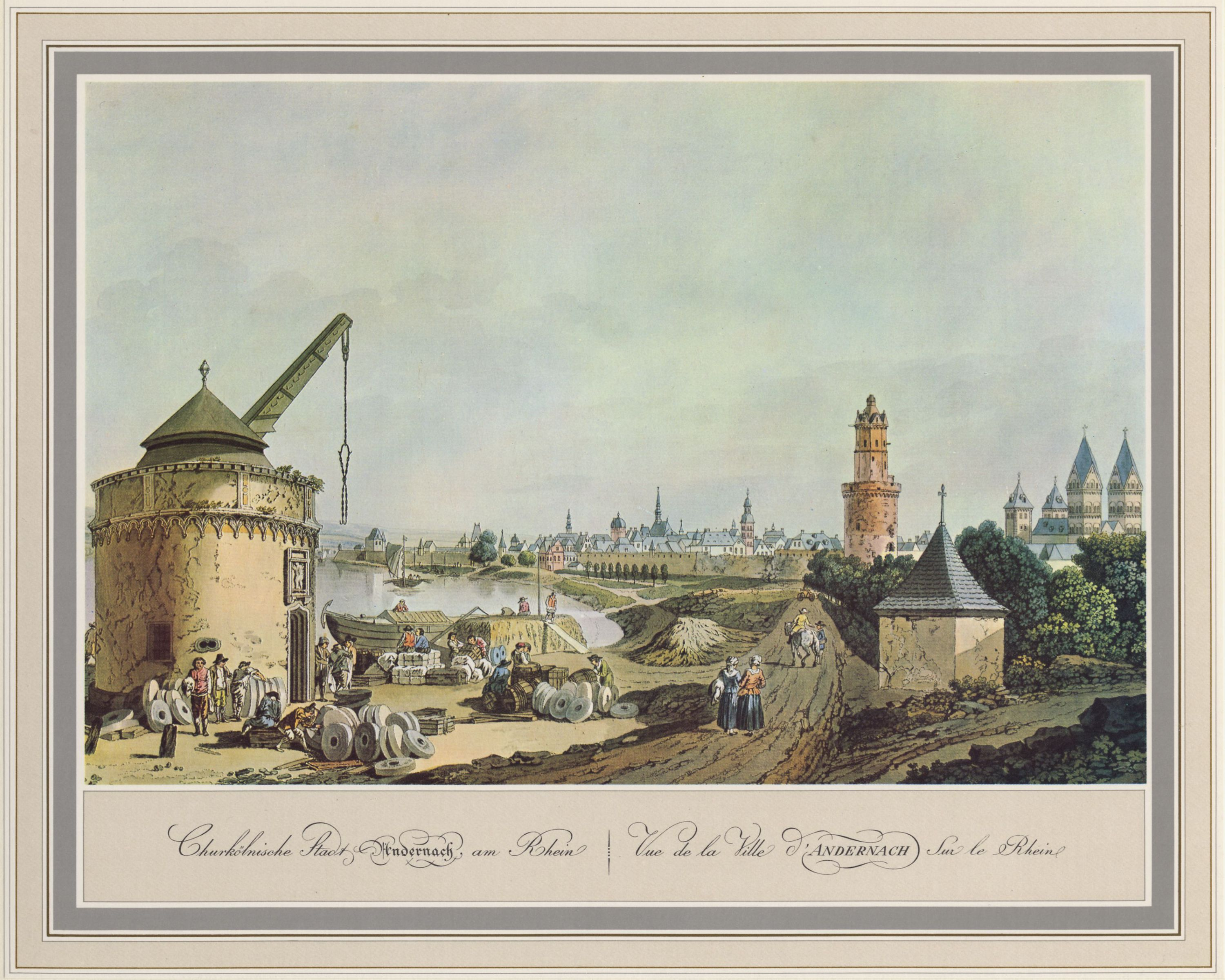
Andernacher Hafen mit Krahn, Türwappen noch vorhanden, Stich Joh. Ziegler nach Aquarell von Lau. Janscha 1792
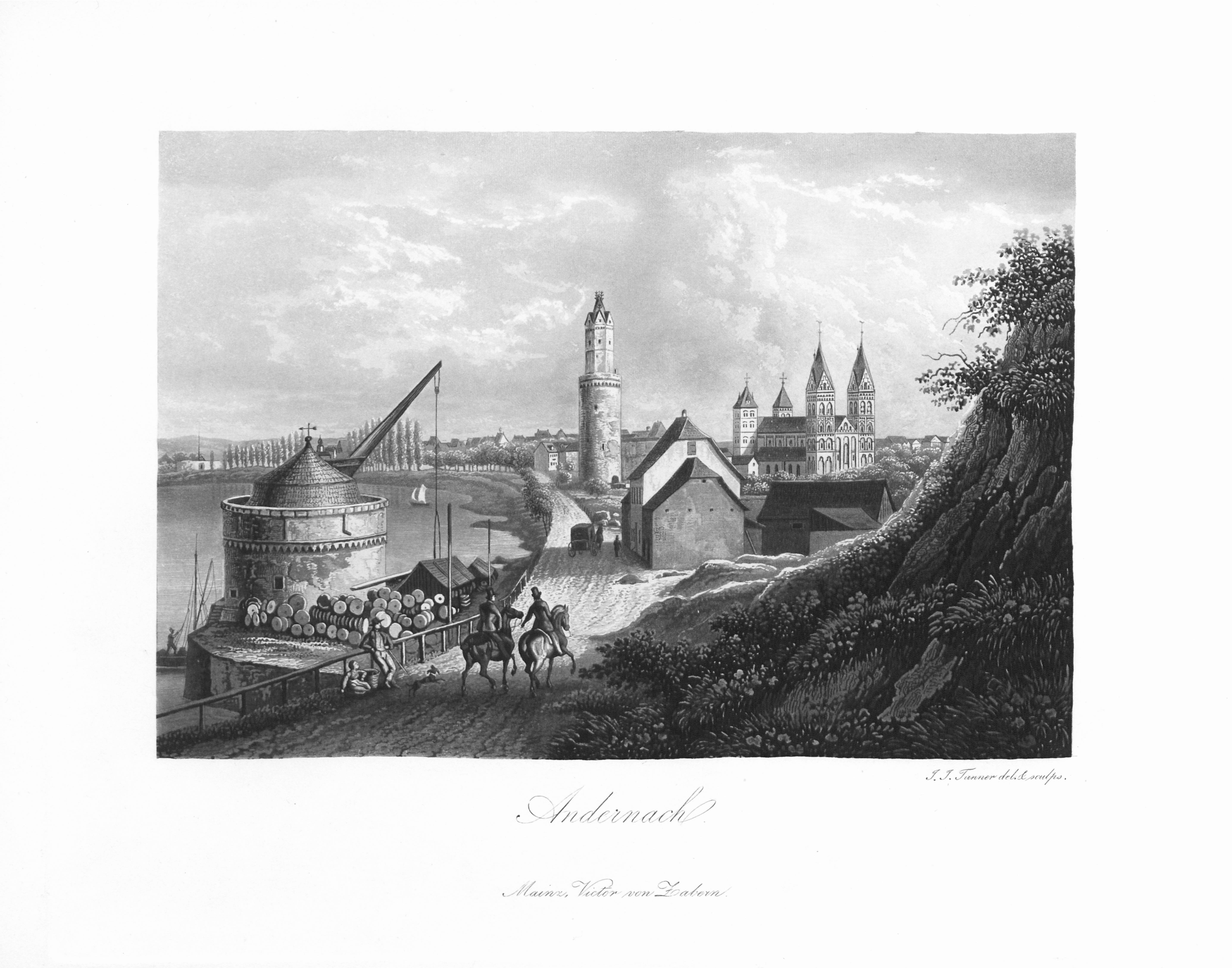
Andernach mit Krahnen 1840, Johann Jakob Tanner (1807–1862)